# Supetarska Draga
Supetarska Draga är en ort i Kroatien.   Den ligger i länet Gorski kotar, i den centrala delen av landet, 150 km sydväst om huvudstaden Zagreb. Antalet invånare är 1 170.
Terrängen runt Supetarska Draga är platt västerut, men österut är den kuperad. Havet är nära Supetarska Draga västerut.  Närmaste större samhälle är Banjol, 7,0 km sydost om Supetarska Draga. I omgivningarna runt Supetarska Draga växer i huvudsak blandskog.